# Замятнин (фамилия)
Замя́тнин — русская фамилия. Первое письменное упоминание зафиксировано в 1521 году.

## Происхождение
Фамилия Замя́тнин образована от полного некалендарного русского имени Замя́тня. Имя Замятня, в свою очередь, происходит от древнерусского слова замя́тня — волнение, замешательство, смута. В некоторых диалектах слово означает тревога, беспорядок, спор, шум.
По мнению Б.-О. Унбегауна, Замятня, возможно, одно из так называемых «охранительных» имён: «для того чтобы не искушать судьбу и отвести зло, детям давали имена со значением прямо противоположным тому, что ожидали или желали родители для детей».
Форма Замятьнин напрямую связана с древнерусским написанием и произношением исходного имени с буквой ѥрь (мягким знаком) — Замѧтьнѧ.
Другой равноправный вариант фамилии с суффиксом -ов — Замя́тнов — встречается значительно реже.

### Производные имена и фамилии
Более распространённым вариантом фамилии Замятнин стал упрощённый в результате потери звука н при произношении и написании вариант Замятин.
От Замятни также произошли уменьшительные и ласкательные формы имени Замятенька, Замятенка, Замятенко, Замятка, Замятница и фамилии Замятьин, Замятинский, Замятнов, Замятов, Замятовский, Замяткин, Замятков.

## География
Имя Замятня и фамилия Замятнин были широко распространены в Предуралье и на Урале, в Москве и вокруг Москвы.

## Социальное распространение
Имя Замятня в XV-XVII вв. было распространено повсеместно во всех социальных слоях. То же относится и к образованной позже от этого имени фамилии Замятнин.

## Населённые пункты
От фамилии Замятнин могла произойти часть названий населённых пунктов Замятнино, Замятино и Замятины.

## Внутригородские объекты
Все известные названия улиц Замятина и переулков Замятина связаны с именами конкретных людей с фамилией Замятин или Замятнин.

## Дворянские роды
Всего известно пять дворянских родов Замятниных. Самый ранний из них восходит к Ивану Гавриловичу Замятнину, новгород-северскому городовому дворянину (первая половина XVII века).